# 蓬泰尼扎
蓬泰尼扎（義大利語：Ponte Nizza），是意大利帕维亚省的一个市镇。总面积23.13平方公里，人口850人，人口密度36.7人/平方公里（2009年）。国家统计（ISTAT）代码为018117。